# Litofyt
Litofyt är en växt som växer på klippor eller magra, steniga områden. Ofta har dessa växter många gemensamma drag med epifyter.

## Etymologi
Namnet kommer av grekiska λίθος (lithos) = sten.